# Schauinsland-Reisen
Schauinsland-Reisen GmbH er et tysk rejsebureau med hovedkvarter i Duisburg. Det blev etableret af Erich Kassner i 1918, som en transportvirksomhed. I 1959 åbnende rejsebureauet. De har ca. 1,3 mio. rejsekunder.